# یورا (خواننده کره جنوبی)
یورا (به انگلیسی: Yura) (زاده ۶ نوامبر ۱۹۹۲) خواننده و بازیگر اهل کره جنوبی است. او یکی از اعضای گروه گرلز دی است.

## فیلم شناسی

### فیلم سینمایی
| سال  | عنوان           | کاراکتر        |
| ---- | --------------- | -------------- |
| ۲۰۲۳ | ازدواج با مافیا | جانگ جین کیونگ |

### مجموعه تلویزیونی
| سال       | عنوان                    | کاراکتر       |
| --------- | ------------------------ | ------------- |
| ۲۰۱۱      | من به او اعتماد کردم     | نقش افتخاری   |
| ۲۰۱۲      | فرشته مخفی               | یو بین        |
| ۲۰۱۲      | به تو که زیبایی          | لی اون یونگ   |
| ۲۰۱۲      | خانواده                  | بازیگر میهمان |
| ۲۰۱۳      | کلینیک ازدواج: عشق و جنگ | یو جونگ       |
| ۲۰۱۴      | مغرور باش                | هونگ ها را    |
| ۲۰۱۶      | بانوی آهنی               | جنی           |
| ۲۰۱۷      | معلم هیپ هاپ             | کیم یو بین    |
| ۲۰۱۸      | رادیو رمانتیک            | جین ته ری     |
| ۲۰۱۹      | دفترچه خاطرات یک روانی   | نقش افتخاری   |
| ۲۰۲۰      | در خاطرت مرا پیدا کن     | گو یو را      |
| ۲۰۲۲–۲۰۲۱ | حالا داریم بهم می‌زنیم    | هه رین        |
| ۲۰۲۲      | پیش‌بینی عشق و آب‌وهوا     | چه یو جین     |
| ۲۰۲۳      | مقدر شده با تو           | یون نایون     |